# Frederick Tuckett

Frederick Tuckett

Frederick Tuckett (getauft am 21. Februar 1807 in Frenchay, South Gloucestershire, nahe Bristol, England; † 16. April 1876 in London) war ein britischer Bauingenieur und Landvermesser.

## Leben
Als fünftes Kind und jüngster Sohn einer Quäker-Familie besuchte Tuckett die Quäkerschule in Frenchay, bevor er 1824 in die Lehre eines Gerbers gehen musste. 1829 ging er in die Vereinigten Staaten, wo er ausgiebig Reisen unternahm. Nach seiner Rückkehr nach England im Jahr 1831 studierte er Bauingenieurwesen und fand später eine Beschäftigung im Eisenbahnbau bei der Great Western Railway.
Am 22. April 1841 bekam Tuckett eine Anstellung bei der New Zealand Company als Hauptbauingenieur und Landvermesser für die geplante Ansiedlung von Nelson an der Nordküste der Südinsel Neuseelands. Für weitere Absprachen mit dem Gouverneur Neuseelands, William Hobson, bezüglich seines Auftrages, traf er am 8. September 1841 in Wellington ein. Unter der Führung von Kapitän Arthur Wakefield, Mitbegründer der New Zealand Company, erreichte Frederick Tuckett mit den ersten Siedlern am 1. Februar 1842 die Tasman Bay und gründete dort die Stadt Nelson mit.
Tuckett und Wakefield waren sich von Anfang an über die Vorgehensweise der Ansiedlung und der Eignung des Landes uneinig. Zudem gab es nicht ausreichend versprochenes brauchbares Land für die Siedler. Als Wakefield entschied, gegen die ortsansässigen Ngāti Toa vorzugehen, um ihr fruchtbares Land der Wairau-Ebene zu bekommen, kam es zu dem ersten bewaffneten Konflikt zwischen europäischen Siedlern und den Maori, als Wairau-Tumult bekannt, der als erster neuseeländischer Krieg in die Geschichte eingehen sollte. Wakefield wurde getötet und Tuckett, der als Pazifist Bewaffnung ablehnte, konnte nach Wellington fliehen. Kurze Zeit später kam Tuckett nach Nelson zurück und nahm Wakefields Platz ein. Unzufrieden über die Konflikte und die seiner Meinung nach schlechte Arbeitsmoral seiner Leute quittierte Tuckett im Februar 1844 seinen Job mit dem Ziel, nach London zurückzugehen.
Völlig unerwartet wurde ihm jedoch von der New Zealand Company angeboten, für die schottischen Siedler der Free Church of Scotland ein geeignetes Siedlungsgebiet für ihr New Edinburgh, dem späteren Dunedin, weiter im Süden zu finden. Unter der Voraussetzung, völlig freie Hand haben zu können, nahm er das Angebot schließlich an und segelte am 31. März 1844 unter Kapitän Thomas Wing auf dem Schoner Deborah in Richtung Süden der Ostküste der Südinsel Neuseelands entlang. Das ursprünglich geplante Ansiedlungsgebiet um den heutigen Hafen Lyttelton wurde von ihm allerdings als ungeeignet angesehen. Er segelte weiter nach Süden und fand schließlich in der Gegend um Otago Harbour herum eine geeignetere Fläche.
Am 26. April 1844 ging Tuckett mit der Deborah in der nach dem Schiff benannten Deborah Bay im Otago Harbour vor Anker. Im Juli 1844 kaufte er von den Maori 162 Hektar Land, den sogenannten Otago Block, und empfahl die Gegend um den Otago Harbour als geeignetes Siedlungsgebiet. Als die New Zealand Company wegen Zahlungsunfähigkeit zusammenbrach, kehrte er am 22. Dezember 1844 nach Nelson zurück, mit dem Plan, von dort aus wieder nach England zu gehen. 1845 bereiste er trotzdem noch Australien und kam dann im April 1846 nach Nelson zurück, um alle seine Angelegenheiten in Ordnung zu bringen. Er verließ Neuseeland auf der Star of China am 14. Dezember 1846 für immer.
Trotz seiner Uneinigkeit mit den Zielen und Methoden der New Zealand Company und besonders mit deren Siedlungspolitik war Tuckett den Siedlern sehr verbunden und unterstützte sie in Nelson mit allem was er konnte. Besonders die deutschen Siedler, die die Ansiedlung mit ihrem Engagement vor dem Bankrott bewahrten, unterstützte er mit Darlehen, Geschenken an Saatgut und landwirtschaftlichen Rat. Später von England aus hielt er weiter Kontakt zu den Siedlern, unterstützte die Aborigines’ Protection Society (Gesellschaft zum Schutze der Aborigines) und andere humanitäre Projekte und hielt seine Kritik an der „Beraubung der Ureinwohner durch die Kolonialisten der New Zealand Company“ aufrecht.
Frederick Tuckett wurde nach seiner Rückkehr in London ansässig, verbrachte viel Zeit mit weiteren Auslandsreisen, heiratete nie und verstarb schließlich am 16. April 1876 in seiner Wahlheimat London.